# Dưỡng sinh
Tập dưỡng sinh (tiếng Trung: 養生, Yang-Sheng) là một hình thức tập thở và tập yoga, có một phần tương tự như Thái cực quyền được phổ biến ở Việt Nam bởi nhà sử học và nhà hoạt động chính trị Nguyễn Khắc Viện.
Ông Viện đã được đào tạo như một bác sĩ y khoa trong lĩnh vực tâm lý trị liệu cho phụ nữ và trẻ em. Khi bản thân ông chỉ được sống ba năm, ông đã chuyển sang tập các bài tập thở truyền thống. Tuy nhiên, mặc dù tên "Dưỡng sinh" đã được phổ biến bởi ông Viện trong Từ sinh lý đến dưỡng sinh và trên các cuốn sách khác, ý tưởng về "Dưỡng sinh" cũng được người dân biết đến như là một sự bổ sung cho thuốc Nam.